# Rebordosa AC
El Rebordosa AC es un equipo de fútbol de Portugal que juega en el Campeonato de Portugal, la cuarta división nacional.

## Historia
Fue fundado el 20 de mayo de 1966 en la ciudad de Rebordosa en el distrito de Oporto y está afiliado a la Asociación de Fútbol de Oporto, por lo que participa en los torneos oficiales del distrito.
Registra varias apariciones en la Copa de Portugal e incluso participó en 15 temporadas en la desaparecida Tercera División de Portugal.